# Anaccra
Anaccra là một chi bướm đêm thuộc phân họ Tortricinae của họ Tortricidae.

## Các loài
- Anaccra camerunica (Razowski, 1966)
- Anaccra limitana (Razowski, 1966)